# NGC 3565
NGC 3565 este o interacțiune de galaxii situată în constelația Cupa. A fost descoperită în 1886 de către Ormond Stone⁠(d).